# Подгорное (Чутовский район)
Подгорное (укр. Підгірне) — село,
Новокочубеевский сельский совет,
Чутовский район,
Полтавская область,
Украина.
Код КОАТУУ — 5325482604. Население по переписи 2001 года составляло 158 человек.

## Географическое положение
Село Подгорное находится на берегу реки Свинковка,
выше по течению на расстоянии в 1,5 км расположено село Никоноровка,
ниже по течению примыкает село Первозвановка.
Река в этом месте пересыхает, на ней сделано несколько запруд.